# رودلف فيشر (مؤرخ)
رودلف فيشر (بالرومانية: Rudolf Fischer)‏ هو مؤرخ روماني، ولد في 17 سبتمبر 1923 في براشوف في رومانيا، وتوفي في 18 فبراير 2016 في بودابست في المجر.